# Abitualità
L'abitualità nel reato è un'aggravante stabilita dagli artt. 102, 103 e 104 del codice penale italiano.

## Abitualità nei delitti

### Abitualità presunta
L'art. 102 c.p. prevede l'abitualità presunta, che si ha quando il reo riporti:
- una condanna alla reclusione, in misura superiore complessivamente a 5 anni per 3 delitti non colposi, della stessa indole, commessi non contestualmente entro 10 anni;
- un'altra condanna per un delitto non colposo, della stessa indole e commesso entro 10 anni successivi all'ultimo dei delitti precedenti.

La legge n. 663/86 (cosiddetta Gozzini), all'art. 31, ha previsto che l'irrogazione di una misura di sicurezza deve essere preceduta dall'accertamento della pericolosità sociale del reo da parte del giudice, trasformando in questo modo la presunzione di abitualità da assoluta a relativa. Addirittura, secondo certa dottrina, questa norma avrebbe tacitamente abrogato l'abitualità presunta di cui all'art. 102 c.p..

### Abitualità giudiziale
L'abitualità ritenuta dal giudice (art. 103 c.p.) si ha invece quando:
- il reo è stato condannato per 2 delitti non colposi;
- riporta un'altra condanna per delitto non colposo;
- il giudice, tenuto conto della specie e gravità dei reati, del tempo entro il quale sono stati commessi, della condotta e del genere di vita del reo e delle altre circostanze indicate dall'art. 133 c.p., ritiene che il colpevole è "dedito al delitto".

## Abitualità nelle contravvenzioni
Per le contravvenzioni l'abitualità non è mai presunta, ma deve essere dichiarata dal giudice (art. 104 c.p.). Ricorre quando:
- il reo è stato condannato all'arresto per 3 contravvenzioni della stessa indole;
- riporta un'altra condanna per una contravvenzione della stessa indole;
- il giudice, tenuto conto della specie e della gravità dei reati, del tempo entro il quale sono stati commessi, della condotta e del genere di vita del colpevole.

## Conseguenze dell'abitualità
Il riconoscimento dell'aggravante dell'abitualità comporta l'applicazione delle misure di sicurezza dell'assegnazione a una colonia agricola o ad una casa di lavoro per la durata minima di 2 anni.